# El diablo a todas horas (novela)
El diablo a todas horas es la primera novela del escritor estadounidense Donald Ray Pollock, publicada en 2011 por Doubleday. Su trama sigue a personajes dispares en el sur de Ohio y Virginia Occidental después de la Segunda Guerra Mundial, incluido un veterano de guerra perturbado, un hombre y su esposa que son asesinos en serie y un predicador falso. Una adaptación cinematográfica del mismo nombre fue dirigida por Antonio Campos, protagonizada por Tom Holland, Sebastian Stan, Robert Pattinson y Bill Skarsgård, y fue producida por Jake Gyllenhaal.

## Trama
Cuando Willard Russell, veterano de la Segunda Guerra Mundial, descubre que el cáncer empuja a su mujer hacia una muerte inevitable, concluye que solo Jesús podrá socorrer a quien la ciencia ha condenado; tras erigir un altar en pleno bosque, se entrega a unas sesiones de oración que, poco a poco, se tornarán peligrosamente sangrientas, y en las que participará, estoico, su hijo Arvin. Durante más de dos décadas, desde la resaca posbélica hasta los aparentemente esperanzados años sesenta, Arvin crece en busca de su propia versión de la justicia, rodeado de personajes tan particulares como siniestros: Carl y Sandy Henderson, una pareja de asesinos en serie que patrullan América en una extraña misión homicida; el fugitivo Roy, predicador circense y febril, y su compañero Theodore, guitarrista paralítico y asediado por sus pulsiones; el religioso Preston Teagardin, cruel, sádico y lascivo, y el sheriff corrupto Lee Bodecker, que está dejando de beber. Hombres y mujeres frecuentemente dominados por formas monstruosas de la fe, que perdieron el rumbo en un mundo a la deriva donde Dios no es más que una sombra.

## Recepción
Al escribir para The New York Times, Josh Ritter elogió la novela y describió su prosa como «tanto enfermizamente hermosa como dura. Las escenas de [Pollock] tienen una habilidad poco común e inquietante para hacer que el lector se sienta mareado, los finales de los capítulos parpadean como tábanos negros fuera de la página». Lisa Shea de Elle escribió que «la cadencia impecable de la hermosa prosa de sombras y luces de Pollock juega en contra de los actos atroces de sus personajes tristes y, a veces, simplemente arrepentidos». Carolyn Kellogg de Los Angeles Times elogió el método narrativo de Pollock, escribiendo que «cambia hábilmente de una perspectiva a otra, sin transiciones torpes, la prosa simplemente se mueve sin señal o tropiezo, abriendo la historia de nuevas formas una y otra vez… El diablo a todas horas debería cimentar su reputación como una voz importante en la ficción estadounidense».

## Reconocimientos
- Ganado — Gran Premio de Literatura Policière (2012)[4]
- Ganado — Thomas y Lillie D. Chaffin Award for Appalachian Writing (2012)[5]
- 2013 Deutscher Krimi Preis (3.º puesto)[6]
- Ganado — Prix Mystère de la critique 2013 (1.º puesto)[7]

## Adaptación
La novela fue adaptada a un largometraje del mismo nombre por el director Antonio Campos, estrenada en Netflix. El rodaje comenzó en Alabama el 19 de febrero de 2019 y concluyó el 15 de abril de 2019. Fue lanzado el 16 de septiembre de 2020.